# Thorigné

Thorigné este o comună în departamentul Deux-Sèvres, Franța. În 2009 avea o populație de 1,241 de locuitori.